# Չ
La Չ, minuscolo չ, è la venticinquesima lettera dell'alfabeto armeno. Il suo nome è չա, ča (armeno: [tʃʰɑ]).
Rappresenta foneticamente la consonante affricata postalveolare sorda aspirata [tʃʰ].

## Codici
- Unicode:
  - Maiuscola Չ : U+0549
  - Minuscola չ : U+0579